# Pletený Újezd
Pletený Újezd (en allemand : Zaun-Aujest) est une commune du district de Kladno, dans la région de Bohême-Centrale, en Tchéquie. Sa population s'élevait à 590 habitants en 2020.

## Géographie
Pletený Újezd se trouve à 4 km au sud du centre de Kladno et à 24 km à l'ouest de Prague.
La commune est limitée par Kladno et Velké Přítočno au nord, par Malé Přítočno à l'est, par Braškov au sud, et par Velká Dobrá à l'ouest.

## Histoire
La première mention écrite de la localité date de 1354.